# 帰って来たテキサス野郎
『帰って来たテキサス野郎』（かえってきたテキサスやろう、Return of the Texan）は1952年のアメリカ合衆国の西部劇映画。監督はデルマー・デイヴィス、出演はデイル・ロバートソンとジョアン・ドルーなど。
原作はフレッド・ギブソンの小説。

## キャスト
| 役名                   | 俳優                 | 日本語吹替                                                  |
| 役名                   | 俳優                 | NET版                                                       |
| ---------------------- | -------------------- | ----------------------------------------------------------- |
| サム・クロケット       | デイル・ロバートソン | 羽佐間道夫                                                  |
| アン・マーシャル       | ジョアン・ドルー     | 平井道子                                                    |
| ファース・クロケット   | ウォルター・ブレナン | 槐柳二                                                      |
| ロッド・マレイ         | リチャード・ブーン   | 高塔正康                                                    |
| スタッド・スピラー     | トム・テューリー     | 吉沢久嘉                                                    |
| ジム・ハリス医師       | ロバート・ホートン   | 仲村秀生                                                    |
| ヨーヨー・クロケット   | ロニー・トーマス     | 坪井章子                                                    |
| スティーヴ・クロケット | デニス・ロス         | 白川澄子                                                    |
| 以下はノンクレジット   |                      |                                                             |
| ギルダー               | ウィリス・ブーシェー | 宮内幸平                                                    |
| 不明 その他            | N/A                  | 沼波輝枝 中島喜美栄 石森達幸 城山堅                         |
| 日本語版スタッフ       |                      |                                                             |
| 演出                   | 演出                 | 斯波重治                                                    |
| 翻訳                   | 翻訳                 | 榎あきら                                                    |
| 効果                   | 効果                 | 南部満治                                                    |
| 調整                   | 調整                 | 遠矢征男                                                    |
| 制作                   | 制作                 | オムニバスプロモーション                                    |
| 初回放送               | 初回放送             | 1971年1月20日 『二時の映画招待席』 14:00-15:30 正味69分59秒 |